# Milan Škriniar
Milan Škriniar (* 11. Februar 1995 in Žiar nad Hronom) ist ein slowakischer Fußballspieler. Der Abwehrspieler steht als Leihspieler von Paris Saint-Germain bei Fenerbahçe Istanbul unter Vertrag.

## Karriere

### Verein

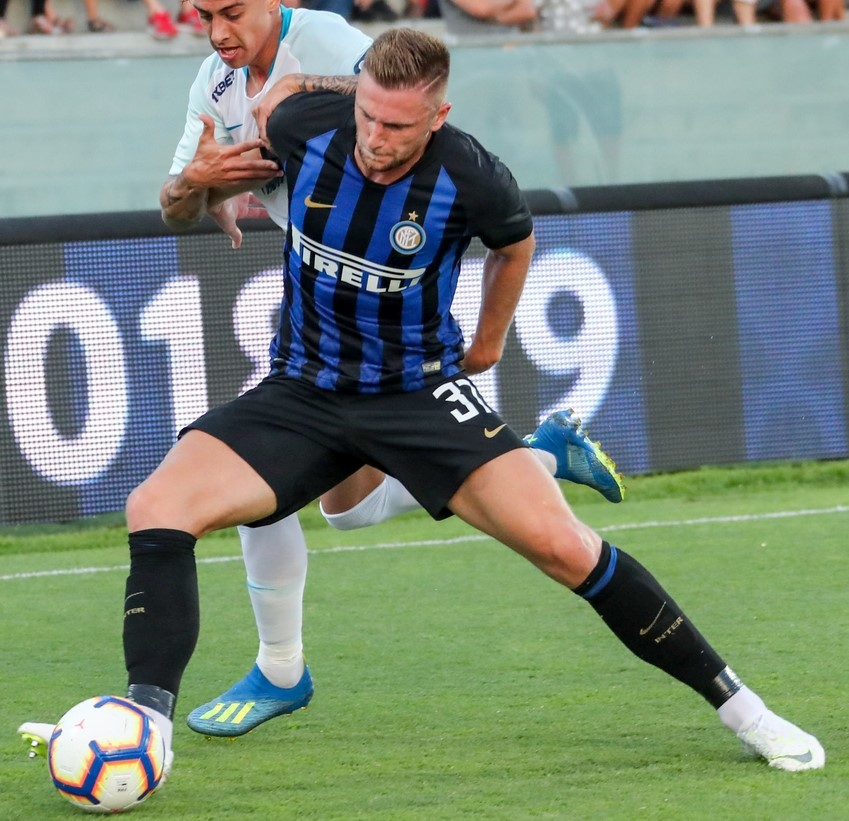
Škriniar mit Inter Mailand (2018)

Škriniar spielte bis zu seinem 12. Lebensjahr für seinen Heimatklub FK Žiar nad Hronom. 2007 wechselte er in die Jugend von MŠK Žilina. Am 27. März 2012 gab er sein Debüt für die erste Mannschaft in der ersten slowakischen Liga. Von Januar bis Juni 2013 war Škriniar an den Ligakonkurrenten FC Zlaté Moravce ausgeliehen um mehr Spielpraxis zu sammeln.
Am 29. Januar 2016 wechselte er zum italienischen Erstligisten Sampdoria Genua. Am 24. April 2016 gab er sein Debüt in der Serie A, vorher absolvierte er ein Spiel für die Sampdoria Primavera.
Im Sommer 2017 wechselte Škriniar zu Inter Mailand, wo er seinen Vertrag im Mai 2019 bis 2023 verlängerte.
Im Sommer 2023 wechselte er zu Paris Saint-Germain und unterschrieb dort einen Vertrag bis 2028. Im Januar 2025 wurde er an Fenerbahçe Istanbul verliehen.

### Nationalmannschaft
Seit der U-17 war Škriniar für alle slowakischen Jugendnationalmannschaften nominiert. Sein Debüt für die slowakische A-Nationalmannschaft gab er am 27. Mai 2016 im Länderspiel gegen Georgien. Wenige Tage nach seinem ersten Spiel für die Nationalmannschaft wurde er von Trainer Ján Kozák für den Kader bei der Europameisterschaft 2016 nominiert. In den ersten beiden Partien kam er noch nicht zum Einsatz, beim 0:0 gegen England im abschließenden Gruppenspiel wurde er aber in der Schlussviertelstunde eingewechselt. Im Achtelfinale gegen Deutschland, das das Team verlor, stand er in der Startelf.
Zur Fußball-Europameisterschaft 2021 wurde er in den slowakischen Kader berufen, kam aber mit diesem nicht über die Gruppenphase hinaus.

## Erfolge
Persönliche Auszeichnungen
- Slowakischer Fußballer des Jahres: 2019, 2020, 2021

Inter Mailand
- Italienischer Meister: 2021
- Italienischer Pokalsieger: 2023
- Italienischer Supercupsieger: 2021

Paris Saint-Germain
- Französischer Meister: 2024
- Französischer Pokalsieger: 2024
- Französischer Supercupsieger: 2023